# (249541) Steinem
(249541) Steinem est un astéroïde de la ceinture principale.

## Description
(249541) Steinem est un astéroïde de la ceinture principale. Il fut découvert le 19 avril 2010 aux États-Unis par le programme WISE. Il présente une orbite caractérisée par un demi-grand axe de 3,05 UA, une excentricité de 0,09 et une inclinaison de 9,5° par rapport à l'écliptique.

## Compléments